# ラーザリ・カガノーヴィチ (巡洋艦)
ラーザリ・カガノーヴィチ(ロシア語:Лазарь Кагановичラーザリ・カガーナヴィチュ)は、ソ連の巡洋艦(Крейсер)である。艦名は、ラーザリ・カガノーヴィチを讃えたものである。

## 概要

### 建造
ラーザリ・カガーノヴィチは、当初カガノーヴィチと呼ばれた。26-bis号計画によって建造された軽巡洋艦で、工場番号は8番で呼ばれた。艦は、1938年8月26日にコムソモーリスク＝ナ＝アムーレの第199工場で起工した。
大祖国戦争の開戦直後の1941年7月の時点で、その完成度は29 %であった。1944年5月7日に進水、完成作業のためヴラジヴォストークまで曳航された。艦の建造計画は遅滞していたが、その原因のひとつは黒海艦隊に配備されていた同型艦モロトフに主機を提供してしまったことであった。カガノーヴィチには、最終的にアメリカ合衆国製の蒸気タービン機関が搭載された。

### 完成
同年12月6日には仮の竣工となったが、実際には完成しきってはおらず使用は不可能な状態であった。1945年2月23日には軍艦旗を掲揚し、一時的に太平洋艦隊に編入された。なお、この年に艦名がラーザリ・カガノーヴィリに改称された。ソ連対日宣戦布告後の8月9日にはL・V・メドヴェーデフ中佐の指揮のもとノヴィーク湾で実戦部隊に編入されたが、結局、その完成度の低さから実戦への投入計画は立てられなかった。
最終的な完成を見たのは、ソ日戦争もとうに終結した1947年2月8日のことであった。ソ日戦争の間、ラーザリ・カガノーヴィチは仮装して東ボスフォル半島の第202工場にて航行のための調整を行っていた。

### 経歴
1947年1月17日から1953年4月23日までの間、ラーザリ・カガノーヴィチは海軍第5艦隊に所属し、その後太平洋艦隊に編入された。1957年8月3日には、ロシアの都市に因んでペトロパーヴロフスク(Петропавловскピトラパーヴラフスク)と改称された。
1958年9月19日には、艦はオホーツク海にて強烈な台風に遭遇した。ペトロパーヴロフスクは深刻な損傷を蒙ったが、なんとか自力で基地まで辿り着いた。
1960年2月6日に海軍を除籍後、海上兵舎に転用された。1964年には解体された。